# Мерджинень (Алба)
Мерджинень, Мерджинені (рум. Mărgineni) — село у повіті Алба в Румунії. Входить до складу комуни Селіштя.
Село розташоване на відстані 267 км на північний захід від Бухареста, 23 км на південний захід від Алба-Юлії, 97 км на південь від Клуж-Напоки.

## Населення
За даними перепису населення 2002 року у селі проживали 77 осіб, усі — румуни. Усі жителі села рідною мовою назвали румунську.